# Spoorlijn 119
Spoorlijn 119 was een Belgische spoorlijn die Châtelet met Luttre verbond, de spoorlijn was 21,0 km lang.

## Geschiedenis

### Aanleg
De lijn werd in verschillende fases geopend:
- Y Noir-Dieu - Gilly Sart Allet op 19 november 1874,
- Gosselies - Luttre op 1 juni 1876,
- Châtelet - Y Noir-Dieu op 22 september 1876,
- Gilly Sart Allet - Jumet op 26 maart 1879,
- Jumet - Gosselies op 5 augustus 1880.

### Verbouwing
Bij de verlegging en verbreding van het Kanaal Charleroi-Brussel werden aan lijn 119 aanpassingswerken uitgevoerd. Deze omvatten de bouw van een verbindingsboog over de lijnen 124 en 124A. Deze boog werd gedeeltelijk geconstrueerd op de bedding van de voormalige lijn 120.

### Ontmanteling
Het reizigersverkeer op lijn 119 werd opgeheven op 4 oktober 1953 en het baanvak Thiméon - Luttre werd kort nadien, reeds in 1956 opgebroken. Gelet op deze sluiting en aangezien het vernieuwde kanaal werd pas in 1968 werd open gesteld, was er geen noodzaak om een nieuwe spoorbrug over het kanaal te bouwen en werd hiervan afgezien.
Het goederenverkeer bleef in bepaalde secties tijdelijk gehandhaafd:
- tot 1985 op het gedeelte Jumet-Brûlotte - Thiméon,
- tot 1989 van Gilly-Sart-Allet naar Jumet-Brûlotte,
- tot 1992 van Châtelet naar Gilly-Sart-Allet.

De afbraak van ongebruikte sporen was reeds begonnen in 1988. Deze afbouw werd voltooid in 1995.

## Huidige toestand

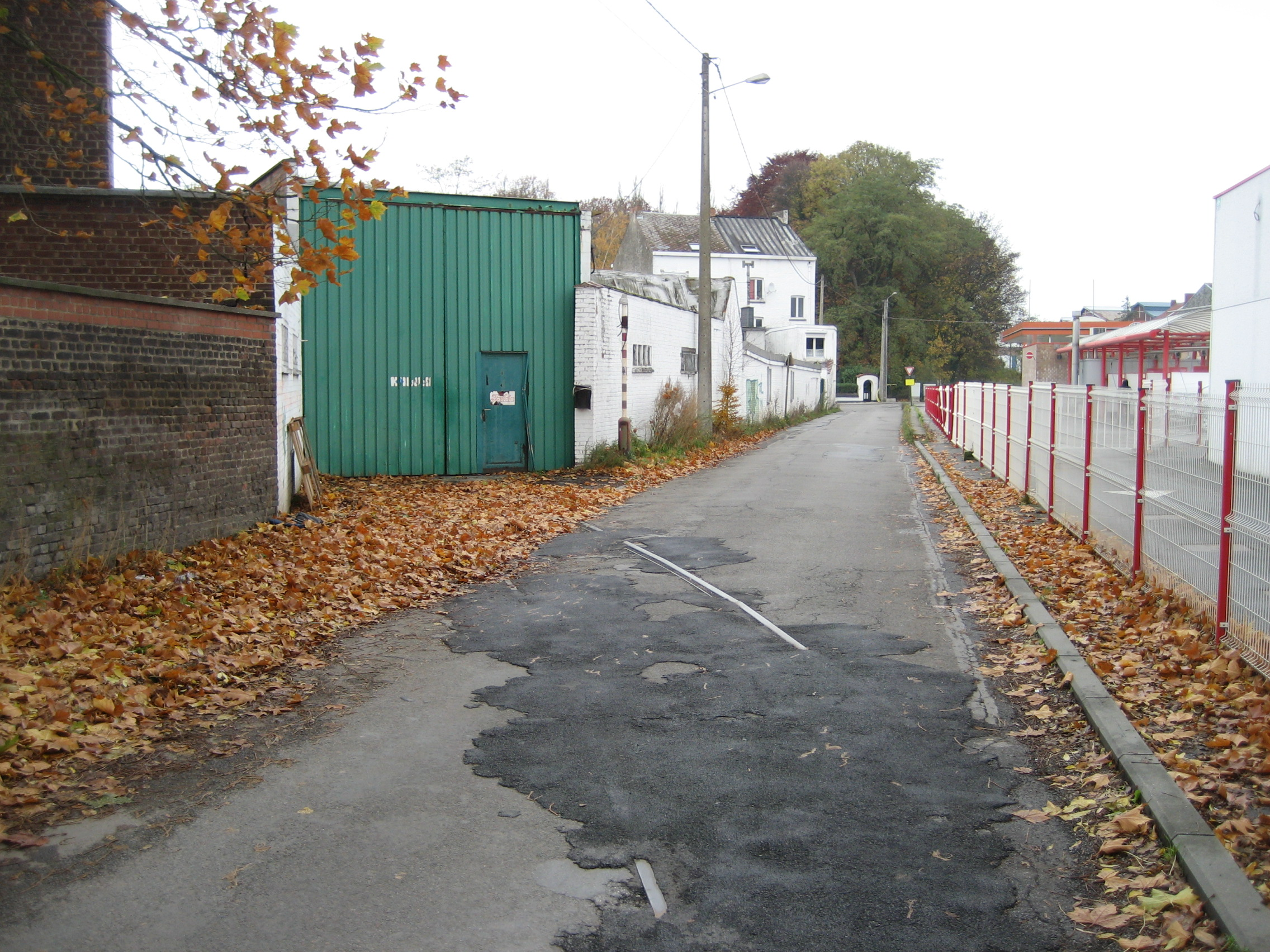
Industrieaansluiting in Gosselies, Rue Camille Auquit.

Over het grootste gedeelte van de bedding is een fietspad aangelegd en er zijn nog heel wat relicten te zien van het spoorverleden en van de industrie-aansluitingen. Het stationsgebouw en de goederenloods van Gilly-Sart-Allet, de goederenloods van Gosselies en het stationsgebouw van Viesville (thans cultureel centrum) staan er nog.
In Gosselies wordt een gedeelte van de route hergebruikt voor de aanleg voor een deel van de lijn 3 (alleen in zuidelijke richting) van de Métro Léger de Charleroi.

## Aansluitingen
In de volgende plaatsen was er een aansluiting op de volgende spoorlijnen:
Châtelet
Spoorlijn 130 tussen Namen en Charleroi-Zuid 
Spoorlijn 130C tussen Châtelet en Charleroi-Zuid 
Spoorlijn 138 tussen Châtelet en Florennes-Centraal
Spoorlijn 140A tussen Châtelet en Lodelinsart
Y Noir-Dieu
Spoorlijn 131 tussen Y Noir-Dieu en Bois-de-Nivelles
Spoorlijn 257 tussen Y Noir-Dieu en Charleroi-Nord
Houbois
Spoorlijn 121 tussen Lambusart en Wilbeauroux
Jumet-Brûlotte
Spoorlijn 119A tussen Jumet-Brûlotte en Marchienne-Est
Spoorlijn 121 tussen Lambusart en Wilbeauroux
Malavée
Spoorlijn 121 tussen Lambusart en Wilbeauroux
Luttre
Spoorlijn 117 tussen 's-Gravenbrakel en Luttre
Spoorlijn 120 tussen Luttre en Trazegnies
Spoorlijn 124 tussen Brussel-Zuid en Charleroi-Zuid 
Spoorlijn 124A tussen Luttre en Charleroi-Zuid 